# Stabæk IF
Stabæk IF (Stabæk Idrettsforening; auf Deutsch: Stabæker Sportverein) ist ein 1912 gegründeter norwegischer Mehrspartensportverein aus der Kommune Bærum in Akershus.

## Geschichte
Der Verein wurde am 16. März 1912 in Stabekk der Kommune Bærum gegründet. Von dem Namen Stabekks leitet sich auch der Name des Vereins ab. Stabæk ist die archaische Schreibweise des Ortes Stabekks, die der Klub auch nach dem Umzug nach Bekkestua (gehört ebenfalls zu der Kommune Bærum) beibehalten hat. Bekannteste Abteilung des Klubs ist der Fußballerstligist Stabæk Fotball, der 2008 die norwegische Meisterschaft gewann. Die Frauenfußballabteilung (Stabæk Fotball Kvinner, kurz Stabæk FK) spielt in der höchsten norwegischen Spielklasse. Ebenfalls überaus erfolgreich ist die Bandyabteilung Stabæk Bandy mit insgesamt 13 gewonnenen Meistertiteln.
Im Handball ist der Stabæk IF mit seiner Abteilung Stabæk Håndball aktiv und konnte sowohl mit den Herren, als auch den Frauenmannschaften auf nationaler Ebene Titel gewinnen. Des Weiteren besitzt der Stabæk IF mit dem Stabæk Alpin noch eine Skisport-Sparte.
Die Eishockeyabteilung gewann in der Saison 1946/47 den norwegischen Meistertitel.

## Sportabteilungen
- Für die Herrenfußballabteilung, siehe Artikel Stabæk Fotball
- Für die Frauenfußballabteilung, siehe Artikel Stabæk Fotball (Frauenfußball)